# Baumgarten (Schenkenberg)
Baumgarten ist ein Gemeindeteil der Gemeinde Schenkenberg im äußersten Norden des Landkreises Uckermark im deutschen Bundesland Brandenburg.

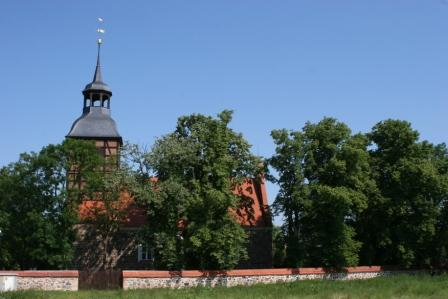
Kirche

## Lage

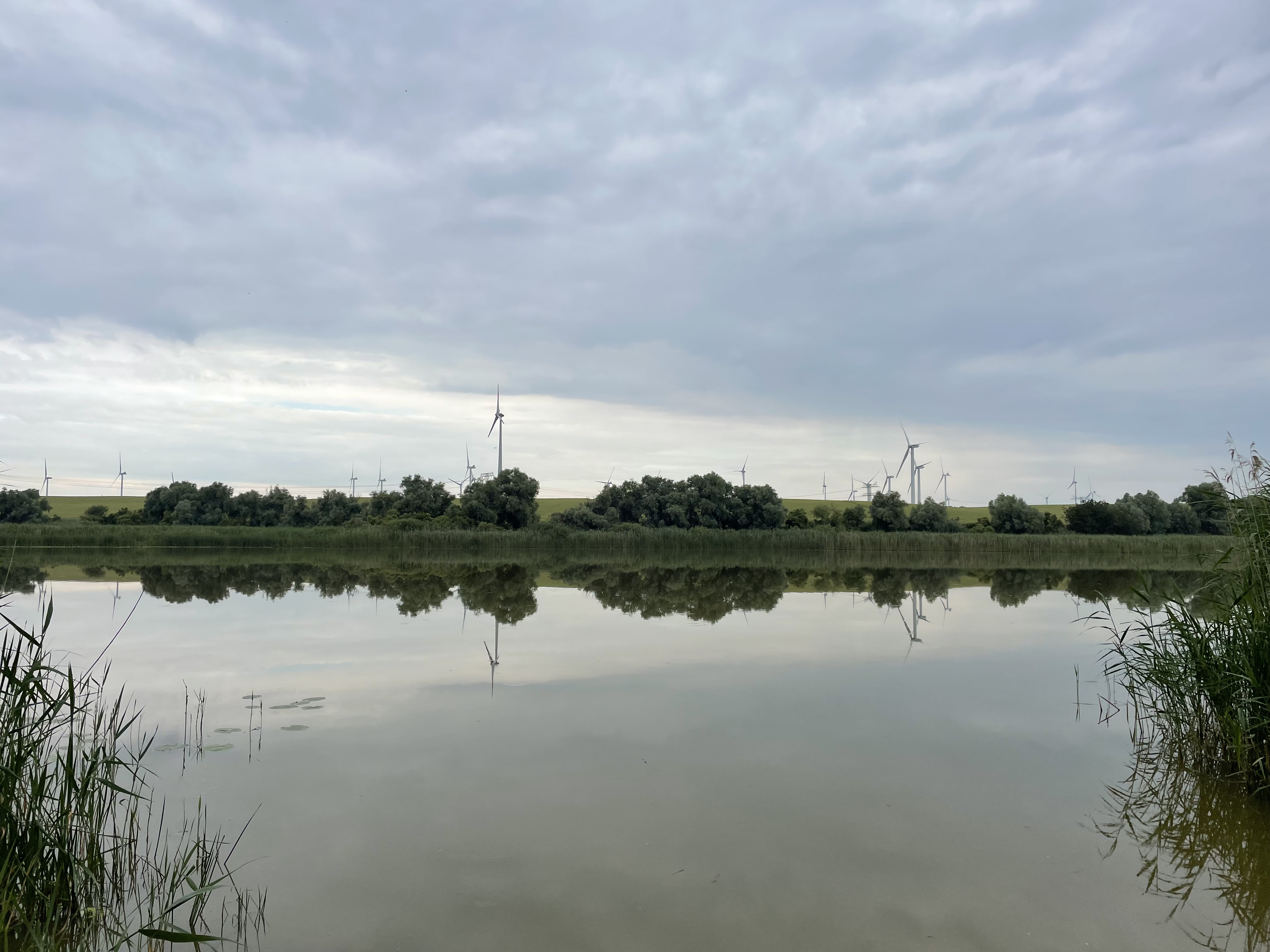
Baumgartener See

Das Dorf liegt rund zwei Kilometer südlich der Schenkenberger Ortsmitte an der L 26. Über diese ist in westlicher Richtung die Kreisstadt Prenzlau sowie in östlicher Richtung die Ostseeautobahn erreichbar. Diese führt in rund 1,8 km von Norden kommend in südlicher Richtung an Baumgarten vorbei. Nördlich der Wohnbebauung liegt der Baumgartener See, nördlich hiervon mit 53,6 m die höchste Erhebung der Gemarkung, der Seeberg. Westlich liegt der weitere Gemeindeteil Wittenhof, südwestlich der Prenzlauer Gemeindeteil Stegemannshof, südlich die Gemeinde Grünow (bei Prenzlau) gefolgt vom Schenkenberger Ortsteil Ludwigsburg östlich der Bundesautobahn. Die Wohnbebauung konzentriert sich nördlich und südlich der Landstraße 26. Die übrigen Flächen werden vorzugsweise landwirtschaftlich genutzt und im Südosten durch den abflusslosen Graben 35.37 entwässert. 

Windrose zur Orientierung über seine Lage:
| Blindow             | Schenkenberg                                | Dauerthal   |
| Stegemannshof (WSW) | Kompassrose, die auf Nachbargemeinden zeigt | Ludwigsburg |
| Prenzlau            | Grünow                                      |             |

## Geschichte

### 13. bis 15. Jahrhundert
Baumgarten geht vermutlich auf eine vormalige slawische Siedlung zurück, die sich rund 700 Meter südwestlich des Gutes befunden haben könnte. Die als Straßenangerdorf gegründete Siedlung wurde urkundlich erstmals 1240 als Bomgarde erwähnt. Das Dorf besaß zu dieser Zeit 70 Hufen und gehörte zum Bistum Cammin, das es an den Herzog von Pommern als Lehen vergeben hatte. Seit 1261 existiert eine rechteckige Feldsteinkirche; ein Jahr später wurde es als Kirchdorf erwähnt. Der Vogt aus Stolpe ließ im Jahr 1286 eine Vermessung der Felder durchführen. Im Jahr 1321 war das Dorf 72 Hufen groß, darunter vier Pfarrhufen. Als Kriegsentschädigung der Pommernherzöge für ihre Vasallen erhielten Hollandus vier Hufen, der Bürger Fiole drei Hufen, die Bürgersfrau Erko in Prenzlau vier Hufen, Bodo Wulf vier Hufen, Herr O von Ellingen vier Hufen, ein Herr Wimann zwei Hufen, der Bürger Johann Perleberg zwei Hufen, die Frau des alten Zöllners in Prenzlau drei Hufen, die Frau des Bürgers Johann von Göritz 1 1⁄2 Hufen, der Präfekt in Pasewalk 1 1⁄2 Hufen sowie das Heiliggeisthospital in Prenzlau eine Hufe. Im Jahr 1375 gab es einen Hof des Zerrenthin mit acht freien Hufen, zwei Höfe der Schernekow mit sechs und fünf freien Hufen sowie einen  Hof des Basedow mit fünf freien Hufen. Außer den freien Hufen waren 23 besetzt, alle anderen lagen wüst. Es gab einen Krug sowie 16 Kossätenwörden, von denen sieben besetzt waren. Der See gehörte allen Dorfbewohnern, der Kuwalsee bei Grünow zur Hälfte zu Baumgarten.
Durch die genannte Aufteilung zerfiel der Besitz im Dorf in den folgenden Jahrzehnten in bis zu 16 Anteile, die im Folgenden aufgeführt werden. Von vor 1481 bis 1486 besaßen die von Holzendorf zwei Höfe mit 10 Hufen und drei Kossäten. Dieser Anteil war von 1486 bis 1545 im Besitz der von Sydow und kam im genannten Jahr an die von Ramin zu Carmzow bzw. dessen Erben. Sie besaßen damit einen Vierhufner, einen Dreihufner, einen Zweihufner, eine Krughufe, 1⁄2 Hufe sowie drei Kossäten und die Hälfte der Straßengerechtigkeit (1545, 1599). Im Jahr 1600 erwarben sie zusätzlich den Rittersitz der von Holzendorf und damit weitere 14 Hufen sowie die zweite Hälfte der Straßengerechtigkeit, das Fischereirecht sowie drei Hofstätten und eine Wörde. Etwa zur gleichen Zeit erwarben sie auch den Rittersitz der von Eickstedt mit acht Hufen, zwei Bauern mit sieben Hufen und drei Kossäten. Dieser Anteil wurde 1620 an die von Parßow auf 60 Jahre wiederverkäuflich veräußert. Da diese offenbar in Zahlungsschwierigkeiten gerieten, wurde der Anteil wieder zurückgekauft und ging nach dem Dreißigjährigen Krieg endgültig Konkurs (1666). Zehn Jahre später war der Anteil im Besitz der Familie Köppen und wurde 1680 als verfallen erklärt. Fünf Jahre später gelangte der Anteil durch die von Ramins Erben an die Erben der Familie Köppen, namentlich die Familien Polenius, Schönhausen und Kleinsorge. Im Jahr 1694 trat die Familie Polenius seine Besitzrechte an die Kleinsorge ab; vier Jahre später auch die Familie Schönhausen. Diese erwarb weitere sechs Bauern, das Kirchenpatronat und den Dreihufner de Stadt Prenzlau (sie auch 12. Anteil) und besaß damit alle Bauernhöfe mit 20 Ritterhufen und 49 Bauernhufen ohne die Pfarrhufen (1710). Dieser Besitz kam 1723 an Frau von Hacke, geborene von Kleinsorge bzw. dessen Erben, die ihn bis 1785 hielten. Von dort kam er von 1875 bis 1801 an den Grafen von Schlippenbach, der ihn im genannten Jahr an den Prinzen Wilhelm von Braunschweig weiterreichte. Er besaß ihn nur ein Jahr und verkaufte ihn an die Familie Witte. Diese hielt den Anteil bis 1849 und gab ihn anschließend 1849 an einen Herrn Dr. Menz weiter. Der zweite Anteil bestehend aus einem Hof mit acht freien Hufen, Pacht und Bede von elf Hufen sowie einem halben Krug (1375) lag von vor 1375 bis 1577 bei der Familie Zerrenthin. Sie verkauften im Jahr 1387 einen Hof an das Sabinenkloster in Prenzlau (siehe 5. Anteil); hielten im 16. Jahrhundert insgesamt zwölf Hufen und die halbe Straßengerechtigkeit (1536; 1571). Ihr Anteil kam von 1577 bis 1600 an die von Holzendorf aus Kutzerow, die den Rittersitz mit 14 Hufen, der halben Straßengerechtigkeit, die Fischereirechte, drei Hofstätten, eine Wörde und die Schäfereigerechtigkeit erhielten (1600). Im Jahr 1600 gelangte dieser zweite Anteil an die von Ramin (siehe erster Anteil). Den dritten Anteil besaßen vor 1375 bis 1444 die Familie Schernekow. Es handelte sich dabei um einen Hof mit fünf freien Anteilen (1375), den von 1444 bis 1495 die von Pfuhl übernahmen. Sie besaßen damit zwei Höfe mit sieben Hufen (1444) bzw. zwei Vierhufner, drei Hufen und drei Kossäten (1485). Sie verkauften den Anteil 1495 an die Familie von Boitel(Bottel) und kamen damit auf einen Vierhufner, einen Dreihufner, einen Zweihufner, vier wüste Hufen sowie drei wüsten Kossätenhöfe mit Wörden. Der Anteil kam von 1548 bis etwa 1600 an die von Eickstedt, die 13 Hufen auf der Feldmark Baumgarten (ein Vierhufnerhof, drei Dreihufnerhöfe, davon zwei Hofstätten, 1548) bzw. einen Rittersitz mit acht Hufen, zwei Bauern mit sieben Hufen und drei Kossäten (1578) besaßen. Der Anteil ging um 1600 an die von Ramin (siehe erster Anteil). Die Pacht aus 10 1⁄2 Hufen, Bede und 1⁄2 Krug erhielt vor 1375 bis nach 1443 der Bürger Hoppe aus Prenzlau. Der Anteil fiel vermutlich danach an die von Arnim oder an die Familie Sticken (siehe 9. Anteil), möglicherweise auch an das Kloster Seehausen zurück (siehe 6. Anteil). Der fünfte Anteil befand sich von 1262 bis 1667 im Besitz des Nonnenklosters bzw. Sabinenklosters Prenzlau und kam 1564 in den Besitz der von Arnim zu Schönermark und Gerswalde. Es handelte sich um sechs Hufen (1282), die Pacht von drei Hufen sowie über weitere sechs Hufen (1375), seit 1386 über zwei Hufen des Claus Buck in Prenzlau sowie die Bede (1401), seit 1387 über einen Hof des Zerrenthin (siehe zweiter Anteil) mit zwei Hufen (1390) sowie seit 1400 über die zwei Hufen der Familie Klockow (siehe achter Anteil). Im Jahr 1415 kamen vier Hufen der von Dewese aus Neubrandenburg hinzu, mithin 1564 über das Kirchenpatronat mit vier Hufen, vier Bauern mit 19 Hufen (ein Sechshufner, ein Fünfhufner, zwei Vierhufner und eine wüste Kossätenstelle). Dieser fünfte Anteil wurde mit dem Besitz an Bauern der von Arnim vereinigt (siehe 6. Anteil). Dieser sechste Anteil gehörte von vor 1472 bis 1667 den von Arnims zu Schönermark und umfasste zunächst Einkünfte (1472, 1536, vormals Besitz der Familie Hoppe, siehe 4. Anteil). Im 16. Jahrhundert kamen auf Grund von Angefällsrechten des Besitzes der Familie von Klützow (siehe 9. Anteil) sowie der von Fahrenholz (siehe 11. Anteil) weiterer Besitz hinzu. Möglicherweise umfasste dies auch Bürgerlehnen (siehe 10. Anteil). Die von Arnim erwarben 1564 weiterhin die Rechte des Sabinenklosters (aus dem 5. Anteil); 1577 auch die zwei Zweihufnerhöhe des Klosteramtes Granzow-Seehausen (siehe 7. Anteil). Der Arnimsche Besitz wurde 1667 geteilt und zum Teil veräußert: Von 1667 bis 1698 besaß die Familie Bahrt und Erben sechs wüste Bauernhöfe mit 27 Hufen, die Gerichtsbarkeit sowie das Kirchenpatronat. Der genannte Besitz kam im Jahr 1698 als verfallenes Lehen an die Familie Kleinsorge (siehe 1. Anteil). Ein Bauernhof mit drei Hufen (1685) hielt die Familie von Arnim aus Götschendorf in den Jahren 1667 bis 1698, bevor er ebenfalls an die von Kleinsorge fiel. Ein siebter Anteil gehörte vor 1340 der Familie von Eickstedt. Er kam 1340 an das Kloster Seehausen bzw. das Amt Granzow-Seehausen und belief sich auf vier Hufen (1340). Diese kamen 1441 in den Mannlehnsbesitz der Familie Hoppe (siehe 4. Anteil) und 1577 an die Familie von Arnim zu Schönermark (siehe 6. Anteil). Ein achter Anteil gehörte von vor 1375 bis 1400 der Familie (von) Klockow. Es handelte sich um die Bede von zwei Hufen (1375) bzw. zwei Hufen, die 1400 an das Sabinenkloster gingen (siehe 5. Anteil). Ein neunter Anteil gehörte vor 1442 bis nach 1542 der Familie von Klützow aus Dedelow. Es handelte sich um zwei Hufen (1442) bzw. 5 Hufen (1486), die nach 1542 eventuell an die Familie von Arnim kamen. Der zehnte Anteil gehörte vor 1472 dem Bürger Sticken aus Prenzlau. Er besaß drei Hufen, von denen er 1472 zwei an den Bürger Klinkbeil aus Prenzlau verkaufte. Der Stickenschen Anteil ging 1486 an die Familie Gluen (von Glöden), danach 1489 an die Familie Stülpnagel. Der elfte Anteil lag vor 1375 bis Anfang des 15. Jahrhunderts bei der Familie Schernekow. Sie besaßen einen Hof mit sechs freien Hufen (1375), der vor 1432 in den Besitz der Schernekow in Fahrenholz kam. Diese Familie besaß als Leibgedinge der Frau Fahrenholz im genannten Jahr sieben Hufe, die im 16. Jahrhundert vermutlich an die von Arnim fielen (siehe 6. Anteil). Der zwölfte Anteil gehörte vor 1321 bis nach 1375 dem Heiliggeist-Hospital in Prenzlau und umfasse eine Hufe (132) bzw. Hebungen aus fünf Hufen (1375), bevor er vermutlich veräußert wurde (siehe auch 13. Anteil). Dieser 13. Anteil bestand aus vier Hufen (1364) bzw. einen Bauernhof mit drei Hufen (1698), der vor 1364 der Familie von Lochen gehörte und im genannten Jahr an die Johanneskirche in Prenzlau verkauft wurde. Nach der Reformation übernahm der Rat in Prenzlau den Anteil. Der 14. Anteil gehörte vor 1321 bis nach 1346 der Familie Göritz. Es handelte sich um 1 1⁄2 Hufen bzw. vier Hufen mit allem Recht außer der Bede sowie die Hebungen aus dem Krug. Ein 15. Anteil gehörte um 1375 der Familie Basedow. Sie besaßen einen Hof mit fünf freien Hufen. Der 16. Anteil gehörte vor 1334 der Familie von Kerkow. Es handelte sich um 1⁄2 Hufe und Hebungen, die 1334 an den Schulzen in Pasewalk verkauft wurden.

### 16. und 17. Jahrhundert

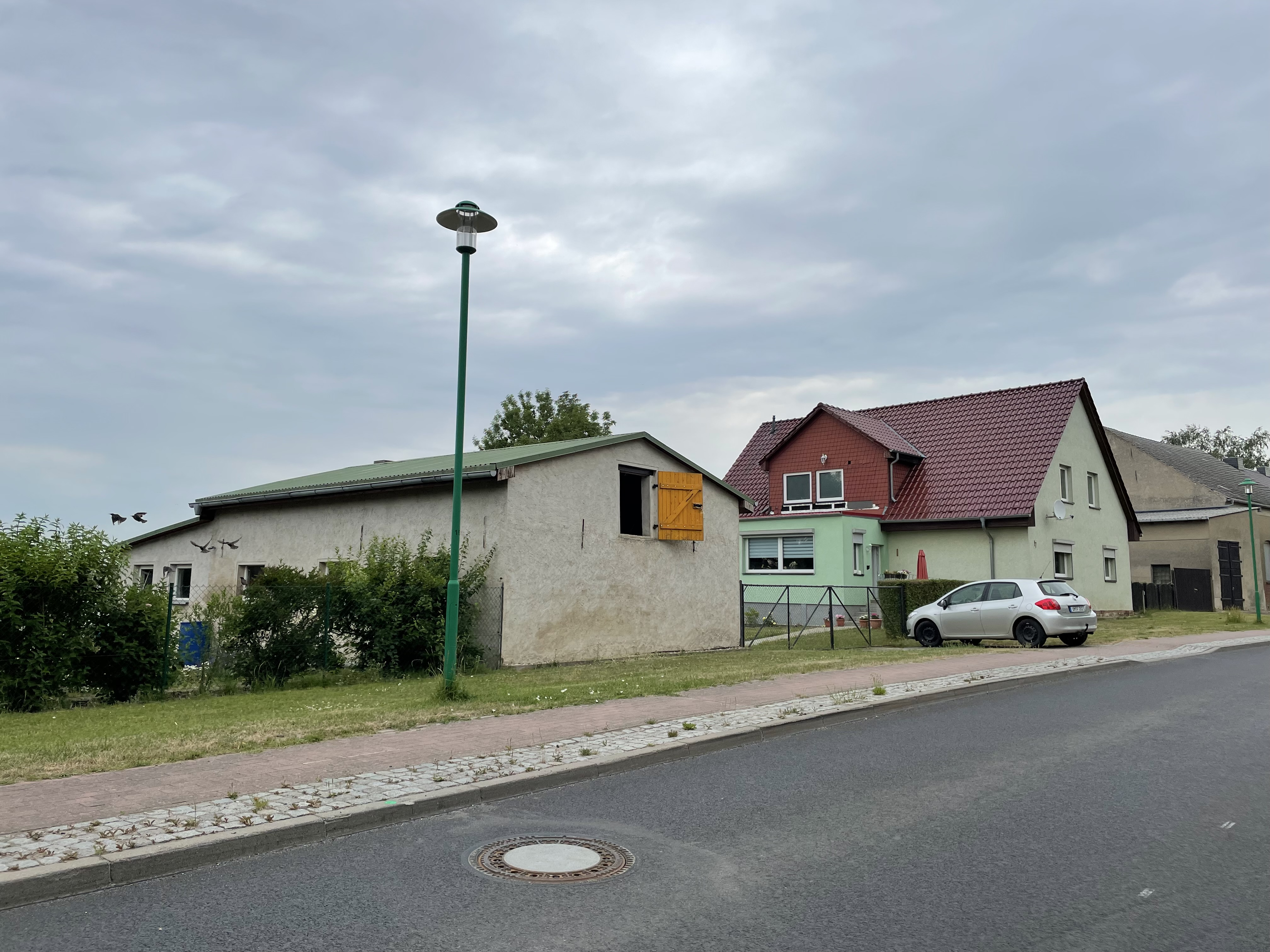
Ortsansicht

Im Dorf lebten im Jahr 1573 der Schulze mit drei Hufen, ein Sechshufner, ein Fünfhufner, vier Vierhufner, fünf Dreihufner, ein Zweihufner sowie vier Kossäten; außerdem ein Hirte und ein von Eickstedtscher Pachtschäfer. Im Jahre 1578 lebten mitsamt Familien zwölf Bauern, zwei Kossäten, ein Hirte und ein Pachtschäfer in Baumgarten. Sie verfügten über 43 Hufen und vier Pfarrhufen. Des Weiteren existierte der Rittersitz des von Eickstedt mit acht Hufen. Der Pfarrhof wurde 1543/1544 als wüst bezeichnet. Es gab drei Pfarrhufen sowie 1 1⁄2 Kirchhufen. Im Jahr 1575 waren es wieder vier Pfarrufen, während 1600 der Pfarrhof erneut wüst war – der Pfarrer lebte in Prenzlau und hatte seine Pfarrhufen verpachtet.
Der Pfarrer erhielt 1613 von jeder Hufe ein Scheffel als Einkommen; 1⁄2 Scheffel bekam der Küster. Im genannten Jahr blieb jedoch die Familie vom Ramin das Meßkorn von 23 Hufen schuldig. Im Jahr 1628 weigerten sich die von Arnim, dem Pfarrer seine vier Pfarrhufen abzutreten. Im Dreißigjährigen Krieg wurde Baumgarten schwer verwüstet; ebenso bei einem Überfall durch die Schweden im Jahr 1675, bei dem auch die Kirche zerstört wurde. Die zwölf Bauerngüter lagen eine Zeit lang wüst (1687).

### 18. Jahrhundert
Zu Beginn des 18. Jahrhunderts erholte sich das Dorf; 1710 wurde von 20 Ritterhufen, drei Pfarrhufen und 49 Bauernhufen berichtet. Im Jahr 1711 lebten im Dorf acht Hufner, der Pachtschäfer sowie ein Hirte mit Vieh. Sie zahlten für nur noch 49 Hufen je neun Groschen (gr) und 7 Pfennig (d). Im Jahr 1734 lebten im Baumgarten mittlerweile neun Bauern, drei Häuslinge, ein Fischer, ein Schäfer, ein Schmied und ein Hirt sowie 21 Knechte und Mägde. Bis 1745 war ein Vorwerk entstanden. Eine weitere Statistik berichtete im Jahr 1775 von einem Pfarrdorf mit Vorwerk und Schäferei, in dem elf Bauern, 21 Büdner, Einlieger und andere Einwohner lebten, die in Summe 28 Feuerstellen (=Haushalte) in elf Familienhäusern betrieben.

### 19. Jahrhundert
Für das Jahr 1801 sind Dorf und Gut, zwölf Ganzbauern, acht Einlieger, ein Fischer, ein Schmied und ein Krug verzeichnet. Es wurden 49 Hufen beackert und 21 Feuerstellen betrieben. Im Dorf standen im Jahr 1840 insgesamt 24 Wohnhäuser. Zwanzig Jahre später bestand Baumgarten aus dem Dorf mit einem Abbau, in dem in Summe drei öffentliche, 17 Wohn- und 39 Wirtschaftsgebäude standen (ohne Ludwigsburg). Im Gut waren es sechs Wohn- und 13 Wirtschaftsgebäude, darunter eine Ziegelei. Das Dorf war 1233 Morgen (Mg) groß: 28 Mg Gehöfte, 1114 Mg Acker und 91 Mg Wiese (ohne Ludwigsburg); das Rittergut 1522 Mg groß: 12 Mg Gehöfte, 1300 Mg Acker, 200 Mg Wiese und 100 Mg Torf.

### 20. Jahrhundert
Zur Jahrhundertwende gab es im Dorf 18 Häuser mit neun Hofbesitzern, darunter einen Stellmacher, einen Bäcker und Mühlenbesitzer sowie zwei Büdner, ein Gartwirt, ein Pastor, ein Lehrer und ein Altsitzer. Im Rittergut standen neun Häuser, in denen neben dem Rittergutsbesitzer ein Administrator und ein Statthalter lebten. Das Rittergut wurde 1928 mit der Gemeinde vereinigt; Baumgarten kam so auf eine Fläche von 752 Hektar (1931) mit 31 Wohnhäusern. Baumgarten bestand zu dieser Zeit mit den Wohnplätzen Gut Baumgarten und Vorwerk Rixhof. Im Jahr 1939 gab es einen land- und forstwirtschaftlichen Betrieb, der größer als 100 Hektar war. Sechs weitere Betriebe waren zwischen 20 und 100 Hektar, einer zwischen 10 und 20 Hektar sowie drei zwischen 0,5 und 5 Hektar groß.
Nach dem Zweiten Weltkrieg wurden im Zuge der Bodenreform in Baumgarten 1949 insgesamt 446 Hektar enteignet und unter anderem an landlose Bauern, Umsiedler und Landarbeiter verteilt. 159,5 Hektar gingen an 22 landlose Bauern und Landarbeiter, 15 Hektar an sechs landarme Bauern, 231,5 Hektar an 28 Umsiedler, zwei Hektar an sechs nicht landwirtschaftliche Arbeiter und Angestellte sowie 23 Hektar Fischwirtschaft an die Provinzialverwaltung. Die Gemeinde erhielt insgesamt zehn Hektar. Insgesamt 16 der Bauern gründeten 1955 eine LPG Typ III mit 124 Hektar Fläche, die sich fünf Jahre später mit der LPG Ludwigsburg zur LPG Typ III zusammenschloss und so auf 259 Mitglieder und 1112 Hektar Fläche kam. Am 1. Juli 1961 bildete Baumgarten zusammen mit der damaligen Nachbargemeinde Kleptow die neue Gemeinde Ludwigsburg. Dort war Baumgarten ein Ortsteil (1964, 1977). Im Jahr 1976 schlossen sich die LPGen Typ III in Schenkenberg und Schönfeld an die LPG Baumgarten an; ein Jahr später folgte die LPG Typ III Karlshof. Im Jahr 1978 kam es zur Bildung der LPG Tierproduktion.

### 21. Jahrhundert
Am 31. Dezember 2001 wurde Ludwigsburg nach Schenkenberg eingemeindet. Seither ist Baumgarten „nur“ noch ein Gemeindeteil von Schenkenberg.

## Bevölkerungsentwicklung
| Jahr      | 1734 | 1774 | 1801 | 1895 | 1939 | 1946 | 1977 | 1992 | 2005 | 2009 |
| --------- | ---- | ---- | ---- | ---- | ---- | ---- | ---- | ---- | ---- | ---- |
| Einwohner | 116  | 208  | 205  | 283  | 192  | 315  | 276  | 180  | 209  | 209  |

## Sehenswürdigkeiten und Veranstaltungen
- Die Dorfkirche Baumgarten ist eine Feldsteinkirche aus der Zeit um 1250. Sie wurde mehrfach zerstört und wiederaufgebaut. Im Innenraum steht eine einheitliche Kirchenausstattung aus der Mitte des 18. Jahrhunderts, die im Dehio-Handbuch als „sehr stimmungsvoll“ bezeichnet wird.
- Alljährlich im September findet das Kartoffelfest auf Gut Baumgarten statt. Neben einem Bauernmarkt gibt es dazu meist ein buntes Veranstaltungsprogramm, welches von den Landfrauen unterstützt wird. Hier treten unter anderem Folkloregruppen auf, aber auch für die Liebhaber alter Technik und Maschinen gibt es mit dem Oldtimer-Traktor-Treff etwas zu sehen.
- Herbstfest im Baumgartner Feuerwehrgebäude

## Freiwillige Feuerwehr
Die Freiwillige Feuerwehr Baumgarten wurde 1921 gegründet. Sie sorgt für den Brandschutz und die allgemeine Hilfe. Zurzeit verfügt sie über ein modernes und geräumiges Feuerwehrhaus, welches im Jahr 2001 errichtet wurde. Des Weiteren ist sie mit einem modernen Tragkraftspritzenfahrzeug mit Wasser (TSF-W) ausgestattet.